# Aphorista morosa
Aphorista morosa is een keversoort uit de familie zwamkevers (Endomychidae). De wetenschappelijke naam van de soort werd in 1859 gepubliceerd door John Lawrence LeConte.